# بروسبير قاسم
بروسبير قاسم (بالإنجليزية: Kasim Prosper)‏ هو لاعب كرة قدم غاني في مركزي الهجوم والوسط، ولد في 15 ديسمبر 1996 في أكرا في غانا. شارك مع منتخب غانا تحت 20 سنة لكرة القدم. أما مع النوادي، فقد لعب مع بيرمينغهام لجيون ونادي غوتبورغ.

## وصلات خارجية
- بروسبير قاسم على موقع اتحاد السويد (السويدية)
- بروسبير قاسم على موقع قاعدة بيانات كرة القدم.إي يو (الإنجليزية)
- بروسبير قاسم على موقع Soccerway.com (الإنجليزية)